# Krasnaja Polana (rejon wiatskopolański)
Krasnaja Polana (ros. Красная Поляна) – osiedle typu miejskiego w Rosji, w obwodzie kirowskim, w rejonie wiatskopolańskim. W 2010 liczyło 6779 mieszkańców.